# Sakon Yamamoto

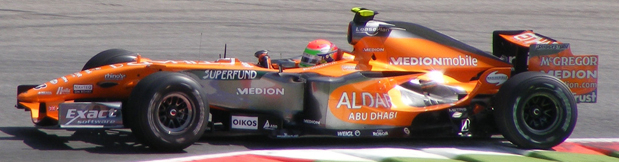
Sakon Yamamoto

Sakon Yamamoto Yamamoto Sakon, pilot japonès de Fórmula 1 nascut el 9 de juliol de 1982 a Toyohashi, Aichi, Japó.
Va començar a competir amb karts l'any 1994.
El seu debut a la màxima categoria es va produir a la Temporada 2005 de Fórmula 1 on va ser el pilot de proves / tercer pilot de l'equip Jordan.
Ja a la Temporada 2006 de Fórmula 1 va ser contractat com a pilot de proves / tercer pilot de l'equip Super Aguri. Després que al segon pilot oficial de l'escuderia Yuji Ide li fos retirada la seva superllicencia Yamamoto va ser promocionat al segon seient oficial de l'equip al Gran Premi d'Alemanya de 2006. Va córrer diverses curses com a company d'equip de Takuma Sato però sense grans resultats.
Per la Temporada 2007 de Fórmula 1 l'escuderia Super Aguri l'ha substituït per Anthony Davidson.
La temporada 2010 ha fitxat per HRT Cosworth, amb qui ha disputat algunes curses substituint als pilots titulars Bruno Senna i Karun Chandhok.

## Palmarès
- Curses: 7
- Millor classificació a un G.P.: --
- Millor classificació al campionat: No ha puntuat